# Mary Wallace
Mary Wallace (* 13. Juni 1959 in Dublin) ist eine irische Politikerin der Fianna Fáil.

## Biografie
Mary Wallace machte am College of Commerce des Dublin Institute of Technology ihren Abschluss in Gesundheitsverwaltung. Im Anschluss daran wurde sie Personalleiterin im Krankenhaus von Blanchardstown. 1982 wurde sie in den Meath County Council gewählt. 
Sie versuchte zunächst 1987 in den Dáil Éireann gewählt zu werden. Dort scheiterte sie. Sie konnte stattdessen auf der Liste der Verwaltung in den Seanad Éireann einrücken. 
Bei den Wahlen zum Dáil Éireann 1989 wurde sie dann doch für den Wahlkreis Meath in das Unterhaus gewählt. Ihren Sitz für den Wahlkreis konnte sie fortan verteidigen. Als 2007 die Wahlkreise neu zugeschnitten wurden, trat sie für den Wahlkreis Meath East an. Auch diesen konnte sie bis zur Wahl 2011 verteidigen.
Am 8. Juli 1997 wurde sie in der Regierung Ahern I zur Staatsministerin im Justizministerium für Gleichstellung und Teilhabe der Schwerbehinderten ernannt. Am 6. Juni 2002 verließ sie das Amt, nachdem sie ein wichtiges Gesetzgebungsvorhaben nicht durch das Parlament bringen konnte. Am 14. Februar 2006 wurde sie in der Regierung Ahern II zur Staatsministerin im Landwirtschaftsministerium für Forsten ernannt. In der Regierung Ahern III behielt sie das Amt zunächst bis zum 7. Mai 2008. Mit dem Regierungswechsel zur Regierung Cowen wurde sie am 13. Mai 2008 zur Staatsministerin im Gesundheitsministerium für Gesundheitsförderung und Lebensmittelsicherheit ernannt. Bei der Regierungsumbildung 2009 entschied sich Taoiseach Brian Cowen, die Zahl der Ministerien zu senken. Wallace verlor damit ihr Ministeramt am 21. April 2009. 2011 kehrte sie der Politik den Rücken.